# Rush (2013)
Rush (bra: Rush - No Limite da Emoção; prt: Rush - Duelo de Rivais) é um filme teuto-britano-estadunidense de 2013, do gênero drama biográfico de ação, dirigido por Ron Howard, com roteiro de Peter Morgan baseado na história real da rivalidade entre os entre os pilotos James Hunt e Niki Lauda na Temporada de Fórmula 1 de 1976.
Estrelado por Chris Hemsworth (Hunt) e Daniel Brühl (Lauda), o filme estreou em Londres em 2 de setembro de 2013 e foi exibido no Festival Internacional de Cinema de Toronto daquele ano. O lançamento mundial ocorreu em 13 de setembro.

## Sinopse
Filme baseado em fatos reais, é centrado na rivalidade entre os pilotos da Fórmula 1 Niki Lauda e James Hunt, na Temporada de 1976.

## Elenco
- Chris Hemsworth como James Hunt
- Daniel Brühl como Niki Lauda
- Olivia Wilde como Suzy Miller
- Alexandra Maria Lara como Marlene (Knaus) Lauda
- Pierfrancesco Favino como Clay Regazzoni
- David Calder como Louis Stanley
- Natalie Dormer como Enfermeira Gemma
- Stephen Mangan como Alastair Caldwell[12]
- Christian McKay como Alexander Hesketh
- Alistair Petrie como Stirling Moss
- Julian Rhind-Tutt como Bubbles Horsley
- Colin Stinton como Teddy Mayer
- Jamie de Courcey como Harvey Postlethwaite
- Augusto Dallara como Enzo Ferrari
- Ilario Calvo como Luca Cordero di Montezemolo
- James Norton como Guy Edwards
- Martin J Smith como Jody Scheckter
- Rob Austin como Brett Lunger
- Tom Wlaschiha como Harald Ertl

Hunt e Lauda aparecem como se no final do filme em imagens de arquivo.

## Produção
O filme foi rodado em locações no Reino Unido, na Alemanha e na Áustria. As filmagens ocorreram no antigo campo de aviação da Segunda Guerra Mundial no Aeroporto Blackbushe em Hampshire, o Snetterton (Norfolk), Cadwell Park (Lincolnshire) e Brands Hatch (Kent) Circuitos de corridas de automóveis na Inglaterra, e em Nürburgring, na Alemanha. Ambos os carros de corrida antigos e réplicas foram usados nas filmagens. Os produtores incluem conceito de ação baseado em Hürth de Film- und Stuntproduktion, Egoli Tossell Film, Revolution Films (Reino Unido) e Cross Creek Pictures (EUA). A Film-und Medienstiftung NRW financiou o filme com €1.35 milhões, o financiamento adicional foi fornecida por MFG Filmförderung Baden-Württemberg e do Fundo Alemão de Cinema Federal (DFFF).
O circuito de Nürburgring foi uma das locações do filme, na qual aconteceu o acidente de Niki Lauda que ficou preso nas ferragens por vários minutos quase lhe tirou a vida.
Para entender melhor o funcionamento dos carros de corrida, o ator Daniel Brühl pilotou um monoposto da F3 em Montmeló, antes das filmagens começarem.
Diretor Ron Howard havia originalmente planejado para Russell Crowe para fazer uma aparição como Richard Burton , em uma breve cena (nunca gravada) em que Burton enfrenta James Hunt em seu caso com Suzy.

## Trilha sonora
Partitura orquestral do filme foi composta por Hans Zimmer. A trilha sonora inclui música rock dos anos 1970 por Dave Edmunds, Steve Winwood, Mud, Thin Lizzy, e David Bowie.

## Marketing
A BBC Two levou ao ar o documentário Hunt vs. Lauda: F1's Greatest Racing Rivals, em 14 de julho de 2013. O documentário oferece uma extensa olhada na rivalidade entre Hunt e Lauda, com entrevistas com Lauda e ex-membros da tripulação das equipes McLaren e Ferrari.
A Ferrari & The Cinema Society, organizou conjuntamente a exibição do filme no Chelsea Clearview Cinemas, em Nova York em 18 de setembro de 2013. Chris Hemsworth participou da triagem.

## Recepção
Rush foi aclamado pela crítica. Em 6 de novembro de 2013, detém uma classificação de 88% no Rotten Tomatoes com base em 199 revisões com uma avaliação média de 7,6 de 10, e uma classificação de 92% com base em 39 opiniões Top Critics, com uma classificação média de 7,5 de 10. Seu consenso lê "Uma lisa máquina elegante, bem oleada, Rush é um drama esportivo finamente trabalhada com seqüências de corrida emocionante e fortes performances de Chris Hemsworth e Daniel Brühl". Outro agregador de revisão, Metacritic, que atribui uma classificação normalizada de 100 comentários top dos críticos tradicionais, calculados a pontuação de 75 com base em 44 comentários.
Niki Lauda foi surpreendentemente satisfeito com a aparência geral do filme. Ele foi citado como dizendo: "Quando eu vi pela primeira vez fiquei impressionado. Não houve mudanças de Hollywood ou as coisas mudaram um pouco como Hollywood. Ele é muito preciso. E isso realmente me surpreendeu muito positivamente".

## Bilheteria
Rush arrecadou US$ 26,9 milhões na América do Norte e US$ 63,3 milhões em outras regiões, totalizando US$ 90,2 milhões no planeta.

## Prêmios e indicações
| Prêmio                                        | Categoria                                    | Recipiente                                     | Resultado                   |
| --------------------------------------------- | -------------------------------------------- | ---------------------------------------------- | --------------------------- |
| BAFTA 2014                                    | Melhor filme                                 | Melhor filme                                   | Indicado                    |
| BAFTA 2014                                    | Melhor ator coadjuvante                      | Daniel Brühl                                   | Indicado                    |
| BAFTA 2014                                    | Melhor edição                                | Daniel P. Hanley, Mike Hill                    | Venceu                      |
| BAFTA 2014                                    | Melhor som                                   | Danny Hambrook, Frank Kruse, Markus Stemler    | Indicado                    |
| Boston Society of Film Critics                | Melhor edição                                | Daniel P. Hanley, Mike Hill                    | Venceu[carece de fontes?]   |
| Golden Globe                                  | Melhor filme dramático                       | Melhor filme dramático                         | Indicado                    |
| Golden Globe                                  | Melhor ator coadjuvante                      | Daniel Brühl                                   | Indicado                    |
| Phoenix Film Critics Society                  | Melhor edição                                | Daniel P. Hanley, Mike Hill                    | Indicado[carece de fontes?] |
| San Diego Film Critics Society                | Melhor ator coadjuvante                      | Daniel Brühl                                   | Indicado[carece de fontes?] |
| San Diego Film Critics Society                | Melhor trilha sonora                         | Hans Zimmer                                    | Indicado[carece de fontes?] |
| Festival de Santa Bárbara                     | "Virtuoso Award"                             | Daniel Brühl                                   | Venceu[carece de fontes?]   |
| Satellite Awards                              | Melhor diretor                               | Ron Howard                                     | Indicado[carece de fontes?] |
| Satellite Awards                              | Melhor fotografia                            | Anthony Dod Mantle                             | Indicado[carece de fontes?] |
| Satellite Awards                              | Melhores efeitos visuais                     | Antoine Moulineau, Jody Johnson, Mark Hodgkins | Indicado[carece de fontes?] |
| Satellite Awards                              | Melhor edição                                | Daniel P. Hanley, Mike Hill                    | Indicado[carece de fontes?] |
| Satellite Awards                              | Melhor som                                   | Danny Hambrook, Frank Kruse, Markus Stemler    | Indicado[carece de fontes?] |
| Satellite Awards                              | Melhor direção de arte e desenho de produção | Mark Digby, Patrick Rolfe                      | Indicado[carece de fontes?] |
| Satellite Awards                              | Melhor figurino                              | Julian Day                                     | Indicado[carece de fontes?] |
| Screen Actors Guild Award                     | Melhor ator secundário no cinema             | Daniel Brühl                                   | Indicado[carece de fontes?] |
| Screen Actors Guild Award                     | Melhor elenco de dublês num filme            |                                                | Indicado[carece de fontes?] |
| Washington D.C. Area Film Critics Association | Melhor ator coadjuvante                      | Daniel Brühl                                   | Indicado[carece de fontes?] |
| Washington D.C. Area Film Critics Association | Melhor edição                                | Dan Hanley, Mike Hill                          | Indicado[carece de fontes?] |